# Darya Domracheva
Darya « Dasha » Domracheva (en biélorusse : Дар’я Домрачава), (en russe : Дарья Домрачева) ou Daria Domratchava (ou encore Daria Domratcheva selon la transcription francophone de son nom) est une biathlète biélorusse, née le 3 août 1986 à Minsk, en république socialiste soviétique de Biélorussie. Elle est détentrice de six médailles olympiques, dont quatre titres (poursuite, individuel, mass start, relais) remportés individuellement lors des Jeux de Sotchi en 2014 et collectivement à PyeongChang en 2018. Elle est la seule biathlète à avoir gagné trois titres dans les mêmes Jeux. Sa quatrième médaille d'or, remportée sur le relais féminin en République de Corée, avec Nadzeya Skardzina, Iryna Kryuko et Dzinara Alimbekava, fait d'elle la biathlète la plus titrée de l'histoire des Jeux olympiques d'hiver. Darya Domracheva est également double championne du monde, pour un total de sept médailles mondiales. 
En Coupe du monde, Darya compte cinq petits globes de cristal, trophée récompensant le vainqueur d'un classement de spécialité. Elle termine à deux reprises à la 2e place du classement général de la Coupe du monde, devancée par Magdalena Neuner lors de la saison 2011-2012, puis par Tora Berger lors de la saison 2012-2013. Elle remporte enfin le gros globe de cristal au terme de la saison 2014-2015. Elle totalise 34 victoires en Coupe du monde, partageant ainsi la 2e place des biathlètes les plus victorieuses de l'histoire avec Magdalena Neuner, derrière les 42 succès de Magdalena Forsberg.
Depuis 2016, Darya Domracheva est l'épouse d'Ole Einar Bjørndalen. Leur premier enfant, une fille prénommée Xenia, nait le 1er octobre 2016. Elle annonce sa décision de prendre sa retraite sportive le 25 juin 2018.

## Transcription du nom
Son nom en biélorusse, Дар’я  Уладзіміраўна Домрачава, est transcrit en français en Daria Ouladzimirawna Domratchava, tandis que son nom en russe, Да́рья  Влади́мировна До́мрачева se retranscrit en Daria Vladimirovna Domratcheva. La transcription de son nom russe en anglais est Darya Domracheva.

## Biographie
Darya Domracheva est née à Minsk, en république socialiste soviétique de Biélorussie, mais rejoint à l'âge de quatre ans la ville de Nyagan, près de Khanty-Mansiïsk en Russie, où ses parents architectes participent à la création de cette ville nouvelle. Darya suit les traces de son frère et commence la pratique du ski de fond à l'âge de six ans. À treize ans, et alors qu'un tout nouveau club de biathlon ouvre ses portes à Nyagan, elle décide de s'orienter vers le biathlon. Très vite, elle montre des facilités pour ce sport et est obligée de skier avec des garçons pour concourir avec des athlètes de son niveau. En 2002, elle rejoint l'université de Tioumen pour y commencer des études de management sportif. Cependant, elle est contrainte d'arrêter ces études du fait de son retour à Minsk en fin d'année 2003. À Minsk, elle commence alors de nouvelles études à l'Université d'État d'économie de Biélorussie, en management et tourisme. Elle est diplômée en 2009, après avoir écrit une thèse sur le sujet « la publicité dans l'industrie du tourisme ».

## Carrière sportive

### Les débuts

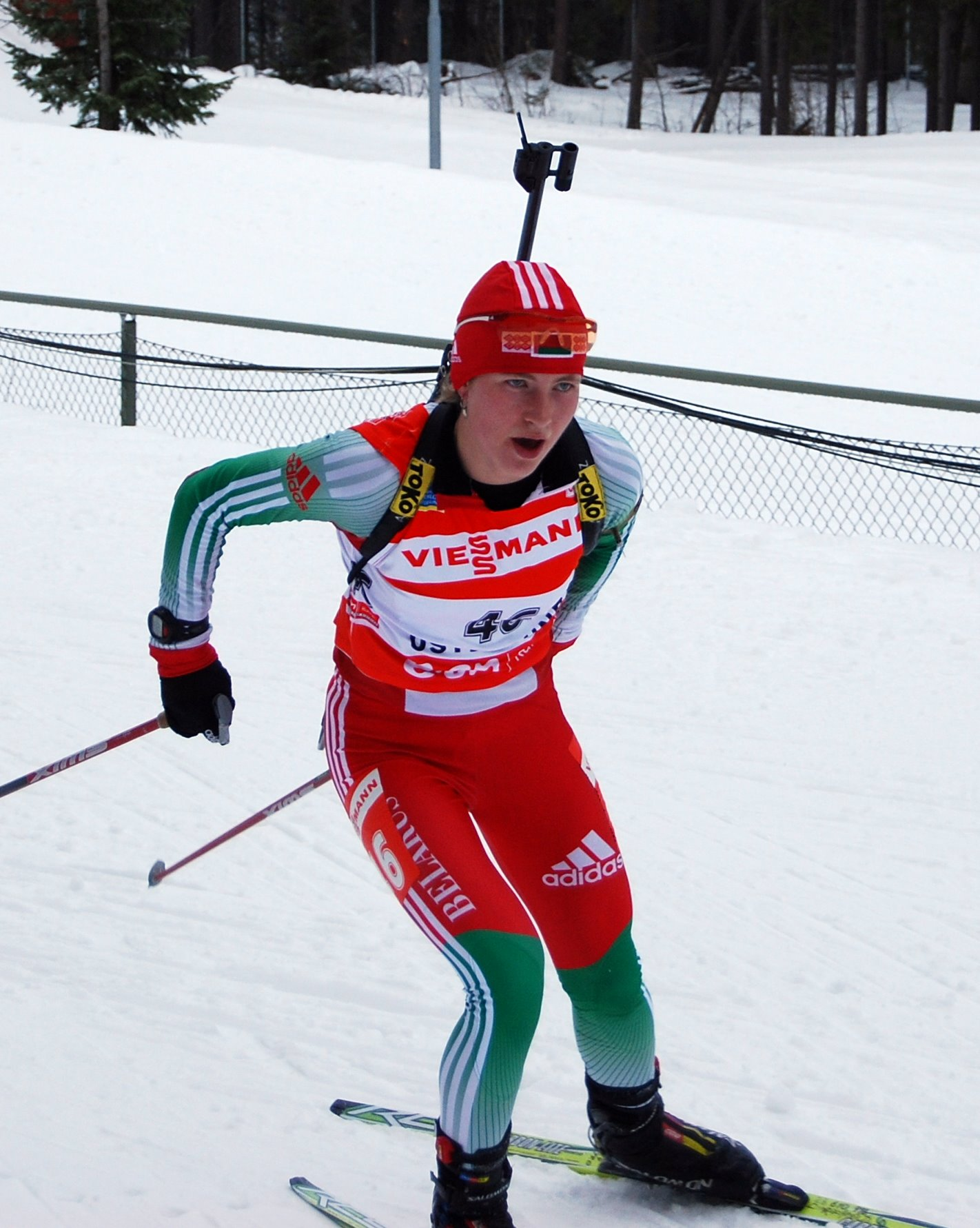
Darya Domracheva à Östersund en 2008.

Après son retour à Minsk, Darya Domracheva rejoint l'équipe nationale biélorusse de biathlon en 2004, et obtient rapidement de bons résultats. Elle remporte ainsi le sprint et la poursuite aux championnats du monde de la jeunesse 2005 à Kontiolahti.
Inscrite sous le nom « Darya Domracheva » dans les listes de l'union internationale de biathlon, elle dispute sa première Coupe du monde de biathlon lors de la saison 2006-2007. Elle obtient ses premiers points grâce à une 16e place sur le sprint de la première étape à Östersund. Lors de l'étape suivante, à Hochfilzen, elle fait ses premières apparitions dans le Top 10 avec une 5e place lors du sprint, puis une 9e place sur la poursuite. Elle décroche sa première médaille internationale en remportant la médaille d'argent lors de l'épreuve du relais mixte des championnats du monde 2008. Elle termine ses deux premières saisons de Coupe du monde à la 22e et à la 26e place du classement général.

### Saison 2008-2009: Premiers podiums en Coupe du monde
Elle se fait connaître du grand public par son incroyable erreur à Oberhof, lors de la saison 2008-2009. Alors qu'elle est en tête de la mass start avant le deuxième tir, elle s'installe en position debout alors qu'elle doit tirer couchée. Elle manque ses cinq cibles et abandonne peu après avoir remarqué son erreur en quittant le pas de tir. Elle obtient son premier podium dans une épreuve de Coupe du monde lors de l'étape suivante : elle termine 3e du sprint à Ruhpolding. Lors de l'étape suivante, à Antholz, elle obtient deux nouveaux podiums, 2e du sprint puis 3e de la poursuite. Elle termine cette saison à la 7e place du classement général de la Coupe du monde.

### Saison 2009-2010: Première médaille olympique et premières victoires en Coupe du monde
Elle commence la saison 2009-2010 par une 3e place lors de l'individuel de la première étape à Östersund. Elle doit ensuite attendre les épreuves des Jeux olympiques d'hiver de Vancouver pour renouer avec le podium. Elle termine 3e de l'individuel derrière la Norvégienne Tora Berger et la représentante du Kazakhstan Ielena Khroustaliova, remportant ainsi sa première médaille olympique. Lors de l'étape suivant les Jeux, à Kontiolahti, elle remporte les deux épreuves du sprint et de la poursuite. La semaine suivante, à Holmenkollen en Norvège, elle termine deux fois 2e, toujours sur le sprint et la poursuite. Elle finit la saison 6e au classement général de la Coupe du monde, terminant 4e des classements de l'individuel et de la poursuite.

### Saison 2010-2011: Premier globe de cristal et première médaille individuelle aux championnats du monde
Comme la saison précédente, elle obtient son premier podium de la saison 2010-2011 lors de la première étape à Östersund ; une 3e place sur le sprint. La semaine suivante, à Hochfilzen, elle prend la 2e place puis la 3e place sur le sprint et la poursuite. À Oberhof, site accueillant la quatrième étape, elle obtient la 3e place avec le relais féminin. Elle décroche ensuite deux 3e places, d'abord à Antholz lors de la mass start, puis à Presque Isle, dans le Maine aux États-Unis, lors de la poursuite. Elle obtient une nouvelle 3e place lors de la mass start à Fort Kent, seconde étape américaine de la saison. Elle enchaine ensuite avec une médaille d'argent sur la mass start des Championnats du monde 2011, devancée par l'Allemande Magdalena Neuner. Lors de la dernière étape, disputée à Holmenkollen, elle termine 3e du sprint, 2e de la poursuite puis remporte la mass start, dernière course de la saison. En tête du classement de la mass start, elle remporte le premier globe de spécialité de sa carrière. Au classement général de la Coupe du monde, elle termine à la 6e place.

### Saison 2011-2012: L'affirmation, 6 victoires en Coupe du monde
Sa meilleure saison depuis son arrivée sur le circuit de Coupe du monde a lieu lors de la saison 2011-2012. Elle est alors l'une des biathlètes les plus rapides du circuit, avec Magdalena Neuner, Kaisa Mäkäräinen et Synnøve Solemdal, et la principale rivale de l'Allemande pour l'obtention du globe de cristal récompensant la première du classement général. Après le sprint de Kontiolahti, dernière étape avant les championnats du monde, son bilan sur la saison est de trois victoires ; l'individuel d'Östersund, la poursuite de Hochfilzen et la mass start d'Antholz. Elle termine également à trois reprises 2e d'une épreuve de sprint, et obtient une 2e place lors de la mass start à Holmenkollen. Elle compte enfin cinq 3e places, deux en sprint et trois en poursuite. Lors des mondiaux de Ruhpolding, elle débute par une 25e place avec six pénalités lors de l'individuel. Elle termine ensuite 2e de l'épreuve du sprint, remportée par Neuner, les deux biathlètes terminant sur un sans-faute. Le lendemain, sur la poursuite, Darya Domracheva s'impose face à l'Allemande ; la Biélorusse faisant deux tours sur l'anneau de pénalité contre trois pour son adversaire,. Lors de la dernière épreuve individuelle, la mass start, elle termine à la 5e place d'une course remportée par Tora Berger. Au terme de ces mondiaux, Darya Domracheva est 2e de la Coupe du monde, avec un retard de 32 points sur Magdalena Neuner. Lors de l'étape suivante disputée à Khanty-Mansiïsk, dernière étape de la saison, l'Allemande remporte le sprint devant Domracheva, 3e. La Biélorusse remporte les deux dernières épreuves de la saison, la poursuite puis la mass start. Ces victoires lui permettent de remporter les globes de cristal de ces deux disciplines,. Elle termine, par ailleurs, 2e du classement du sprint, 3e du classement de l'individuel, et 2e du classement général, devancée par l'Allemande Magdalena Neuner, première avec 1 216 points contre 1 188 pour la Biélorusse.

### Saison 2012-2013:10evictoire en Coupe du monde
Elle commence la saison 2012-2013 par une 2e place lors de l'individuel d'Östersund où elle est devancée par Tora Berger. 7e du sprint, elle termine de nouveau 2e de la poursuite, toujours derrière Berger. La Biélorusse remporte sa première victoire de la saison, sa 10e en coupe du monde, lors de la course suivante ; le sprint disputé à Hochfilzen. Malade, elle est forfait pour les deux premières courses de la troisième étape à Pokljuka et termine 21e de la mass start. Elle remonte sur le podium lors de la cinquième étape de la saison à Ruhpolding, avec deux 2e places sur le sprint et sur la mass start, devancée respectivement par Miriam Gössner puis par Tora Berger. Lors de la dernière étape avant les mondiaux, à Antholz, elle termine 3e du sprint derrière Anastasiya Kuzmina et Kaisa Mäkäräinen.
Avec une 33e place sur l'individuel, une 43e sur le sprint et une 25e lors de la poursuite, ses résultats aux championnats du monde de Nové Město ne sont pas à la hauteur de ses attentes. Elle parvient toutefois à remporter un titre mondial en s'imposant sur la mass start, un peu plus de 8 secondes devant Tora Berger. À Holmenkollen, elle termine deux des trois courses sur le podium ; 2e sur le sprint et 3e sur la mass start. Lors de l'étape suivante, disputée à Sotchi pour préparer les Jeux olympiques, elle s'impose sur l'individuel malgré deux pénalités. Avec 924 points, elle termine la saison à la 2e place du classement général de la Coupe du monde pour la deuxième fois consécutive, derrière Tora Berger. Elle occupe cette même place sur les classements du sprint et de la mass start.

### Saison 2013-2014: Le triplé olympique historique aux Jeux de Sotchi

#### Début de saison
Darya Domracheva commence la saison 2013-2014 par une 5e puis une 4e place lors des épreuves de l'individuel et du sprint d'Östersund. Elle obtient ses premiers podiums de la saison lors de la quatrième étape disputée à Oberhof, où elle remporte successivement le sprint et la poursuite, puis termine 3e de la mass start, derrière les Norvégiennes Tora Berger et Synnøve Solemdal. Elle obtient un nouveau podium lors de l'étape suivante de Ruhpolding en terminant 2e de l'individuel, derrière Gabriela Soukalová, en raison de deux fautes contre une pour son adversaire. Avec cinq fautes lors de la poursuite, elle termine 12e d'une course une nouvelle fois remportée par la Tchèque. Lors de la dernière étape avant les Jeux olympiques, à Antholz, elle prend la 3e place du sprint puis la 5e place de la poursuite.

#### Jeux olympiques de Sotchi

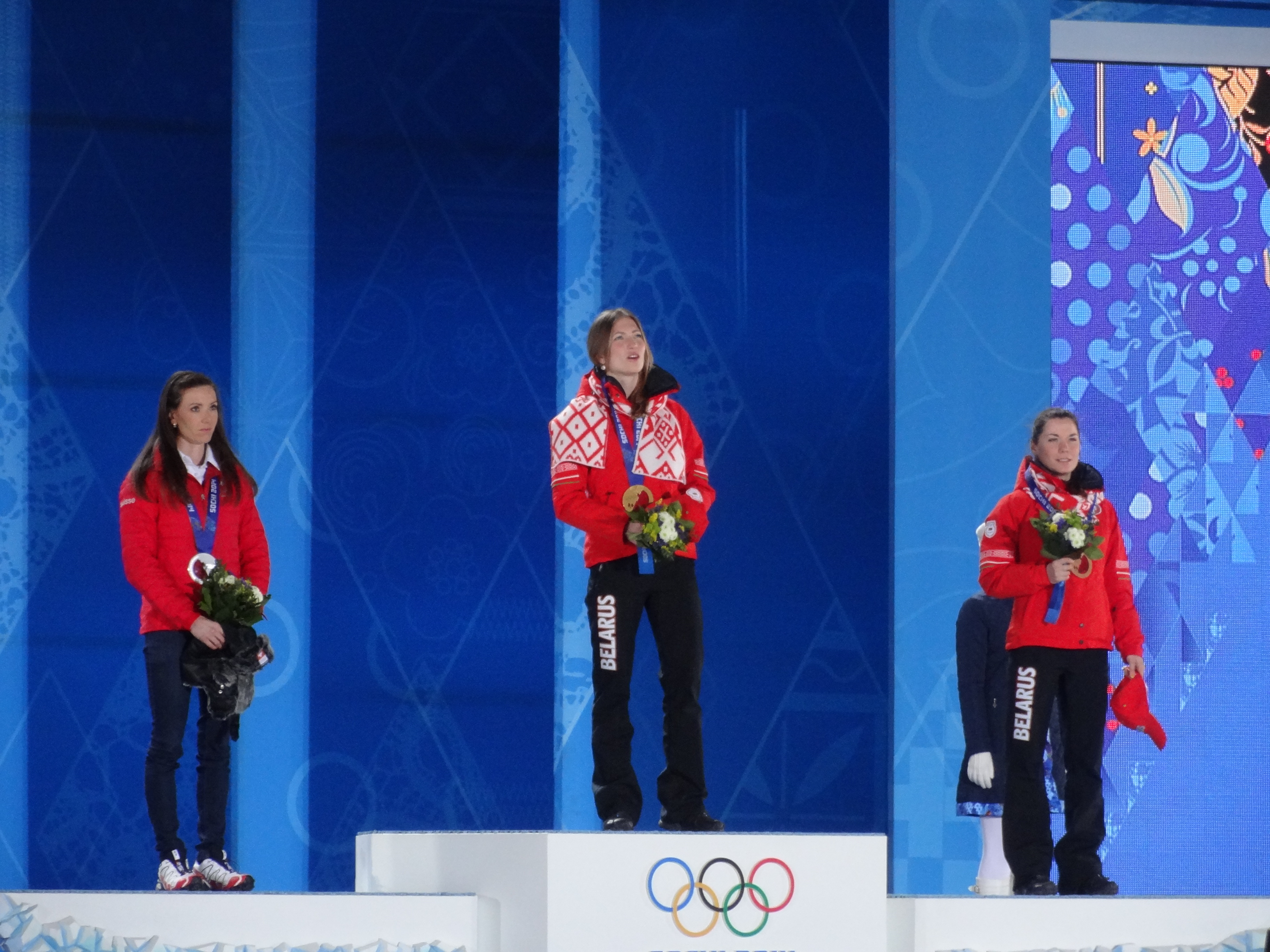
Podium de l'individuel des Jeux de Sotchi.

Lors de la première épreuve des Jeux olympiques de Sotchi, le sprint, remporté par la Slovaque Anastasiya Kuzmina, elle termine à la 9e place avec une faute au tir couché. Avec une seule faute lors de la poursuite, et une bonne performance en ski, elle prend la tête dès le second passage au pas de tir et termine l'épreuve à la 1re place avec un avantage de 37 secondes sur la Norvégienne Tora Berger, la Slovène Teja Gregorin prenant la 3e place. Elle remporte son deuxième titre olympique lors de la course suivante, sur l'individuel, s'appuyant, encore une fois, sur une performance exceptionnelle en ski. Elle devance, en effet, la Suisse Selina Gasparin de 1 minute 15 et sa compatriote Nadezhda Skardino malgré le sans-faute de ces deux biathlètes (contre une pénalité d'une minute pour Domracheva). Lors de la dernière course individuelle, la mass start, elle réussit le sans faute lors des trois premiers passage aux tirs, prenant ainsi très rapidement la tête de la course. Elle concède cependant un tour de pénalité, sans conséquence, lors du dernier tir debout pour devancer la Tchèque Gabriela Soukalová, de 20 secondes, et Tiril Eckhoff. Elle devient la première biathlète à remporter trois titres lors d'une même édition des Jeux. Avec le relais féminin, elle termine à la 5e place. Le président biélorusse Alexandre Loukachenko la nomme porte-drapeau de la Biélorussie pour la cérémonie de clôture des Jeux de Sotchi.

#### Fin de saison
Lors de la seconde partie de la saison de la Coupe du monde, elle termine 4e de la poursuite de Pokljuka malgré une 28e place lors du sprint, puis termine la mass start de cette même étape à la 1re place, devant Kaisa Mäkäräinen. À Kontiolahti, où la Finlandaise remporte les trois courses, elle réduit ses chances de remporter le globe du classement général de la Coupe du monde en terminant 37e puis 20e des deux sprints de l'étape. Elle réussit cependant à accrocher la 2e place de la poursuite grâce à un dix-neuf sur vingt au tir, malgré de mauvaises conditions climatiques. Elle s'impose sur le sprint d'Holmenkollen, dernière étape de la Coupe du monde, en devançant Tora Berger et termine ensuite 5e de la poursuite puis 4e de la mass start. Au terme de la saison, elle occupe la 3e place du classement général de la Coupe du monde, derrière Mäkäräinen et Berger. Elle termine également sur le podium de l'ensemble des classements de spécialité, remportant le petit globe de la mass start.

### Saison 2014-2015: Gros globe de cristal et20evictoire en Coupe du monde
Lors de la saison 2014-2015, Darya Domracheva est à la lutte pour le classement général de la Coupe du monde avec Kaisa Mäkäräinen, devenue son unique rivale, Tora Berger ayant pris sa retraite. Domracheva remporte l'épreuve d'ouverture, l'individuel d'Östersund, synonyme d'une 20e victoire en Coupe du monde. Mais Mäkäräinen domine le début de saison et prend l'avantage au classement de la Coupe du monde. Au début de l'année 2015, Darya Domracheva enchaîne les victoires (une à Oberhof, une à Ruhpolding, deux à Anterselva, une à Nové Město et une à Holmenkollen). C'est d'ailleurs lors de sa victoire sur le sprint d'Holmenkollen qu'elle reprend la tête du classement général de la Coupe du monde, juste avant les championnats du monde, durant lesquels elle ne remporte aucun titre. Lors de la dernière étape, à Khanty-Mansiïsk, elle termine 3e du sprint puis s'impose lors de la poursuite, avant de s'assurer le premier gros globe de sa carrière en terminant 4e de la mass start, devant Kaisa Mäkäräinen. Cette saison, elle s'adjuge également le petit globe du sprint.
Le 6 juillet 2015, elle annonce sur son compte Instagram qu'elle est atteinte d'une mononucléose, renonçant ainsi à participer à la saison 2015-2016. Le 5 avril 2016, Ole Einar Bjørndalen révèle qu'ils sont en couple, et que Darya attend leur premier enfant pour le mois d'octobre 2016.

### Saison 2016-2017: Retour à la compétition difficile
Absente des premières étapes de la saison 2016-2017 du fait de la naissance de sa fille le 1er octobre 2016, elle commence la saison sur le sprint de la quatrième étape à Oberhof, avec une 37e place. Sa saison est marquée par un titre de vice-championne du monde de la poursuite aux championnats du monde d'Hochfilzen, puis par une 3e place lors du sprint de Kontiolahti. Elle termine cette saison tronquée à la 24e place du classement général avec 394 points.

### Saison 2017-2018: Retour au premier plan,4etitre olympique et34evictoire en Coupe du monde

#### Début de saison

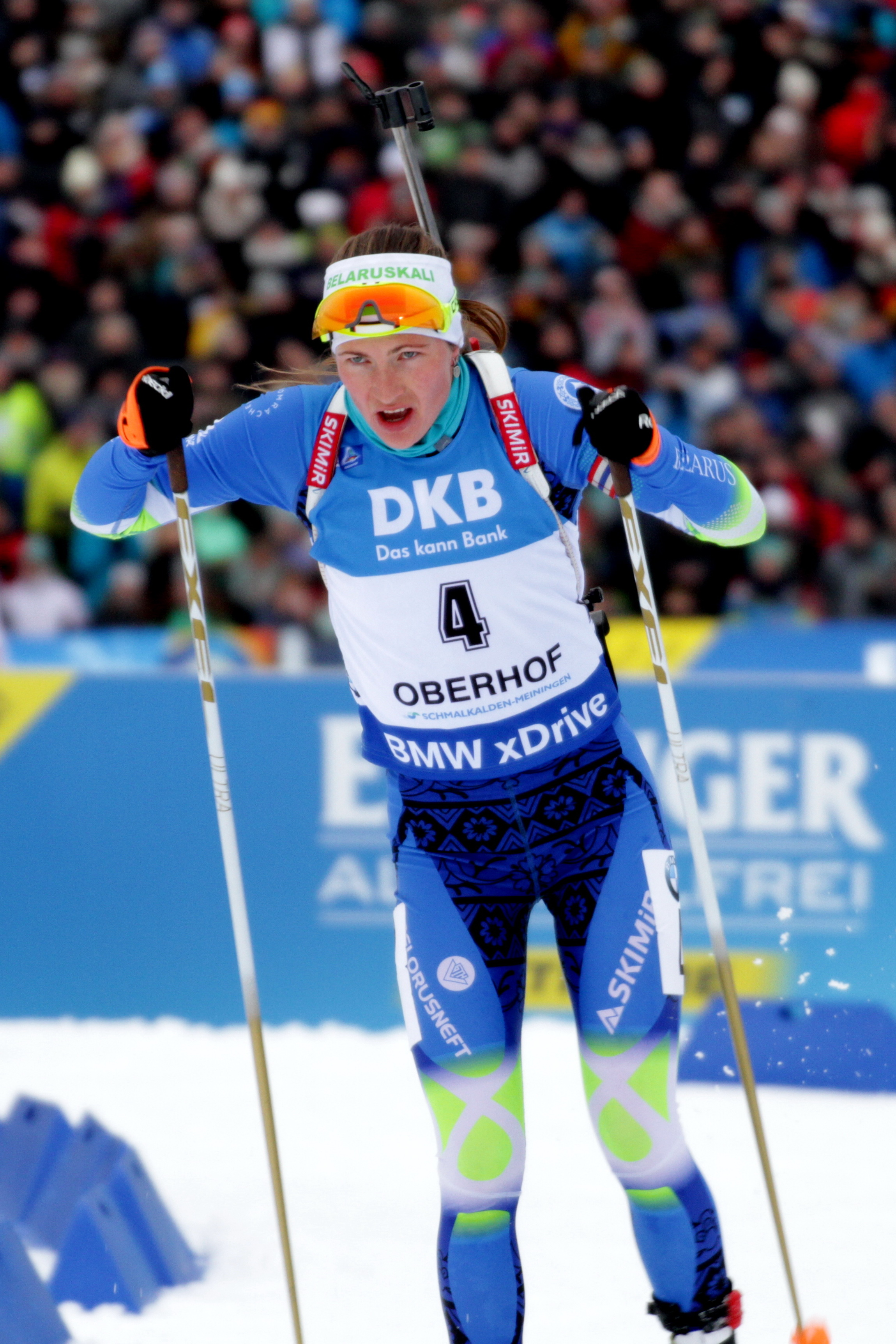
Darya Domracheva à Oberhof en 2018

Darya est présente à l'ouverture de la saison 2017-2018 à Östersund et termine 14e de l'individuel. Elle ne termine pas le sprint et ne prend donc pas le départ de la poursuite. Elle revient en remportant le sprint de l'étape suivante à Hochfilzen, suivi par une 3e place sur la poursuite. Elle est à nouveau absente lors du retour de la Coupe du monde à Annecy-Le Grand Bornand, préférant participer à un stage de préparation en vue des Jeux olympiques. Elle revient à Oberhof avec une 7e place lors du sprint. Elle progresse alors de course en course, remportant ainsi sa 30e victoire en Coupe du monde lors de la mass start d'Antholz.

#### Jeux olympiques de PyeongChang
Lors des Jeux olympiques de PyeongChang, elle parvient à décrocher la médaille d'argent sur la mass start derrière Anastasia Kuzmina, puis conclut victorieusement le relais féminin, qu'elle remporte avec Nadzeya Skardzina, Iryna Kryuko et Dzinara Alimbekava. Cette 4e médaille d'or olympique fait d'elle la biathlète la plus titrée de l'histoire des Jeux olympiques d'hiver.

#### Fin de saison
Pour le retour de la Coupe du monde, à Kontiolahti, elle remporte le sprint et termine 10e de la mass start. La semaine suivante, à Holmenkollen, elle termine 2e du sprint derrière Kuzmina, avant de s'imposer lors de la poursuite. Ces performances, mêlées aux aléas de la Coupe du monde, lui permettent de se replacer et de pouvoir espérer remporter le gros globe à l'issue de la dernière étape de Coupe du monde, à Tioumen. Darya termine la saison dans la continuité de sa forme post-olympique. À Tyumen, elle s'impose sur le sprint et termine à la 4e place de la poursuite. Enfin, elle remporte la mass start, ultime course de la saison, devenant ainsi la biathlète la plus victorieuse de l'hiver avec six succès. Cette dernière victoire lui permet de porter son total de victoires en Coupe du monde à 34, égalant ainsi Magdalena Neuner à la 2e place des biathlètes les plus victorieuses de l'histoire. Malgré quatre impasses et une course non terminée, elle termine la saison à la 3e place du classement général, 18 points derrière la vainqueur Kaisa Mäkäräinen.

### Retraite sportive
Le 25 juin 2018, elle annonce sa décision de prendre sa retraite sportive lors d'une conférence de presse à Minsk. Sa dernière course de biathlon en compétition fut donc la mass start de Tyumen, le 25 mars 2018, course qu'elle remporta.
Le 29 décembre 2018, elle participe à deux dernières courses d'exhibition, en duo avec son mari Ole Einar Bjørndalen, à l'occasion du World Team Challenge 2018. Ils prennent la troisième place de la mass start, puis une nouvelle troisième place sur la poursuite.

## Carrière d'entraineur
À partir de la  saison 2019/2020, Darya Domracheva rejoint l'équipe de Chine pour entrainer le groupe féminin, avec les  Jeux de Pékin en ligne de mire.

## Technique

### Technique de ski
Darya Domracheva possède un style de ski très particulier. Ses appuis très longs et son superbe toucher de neige lui permettent d'être très efficace sur la piste. Ainsi, dès son arrivée en Coupe du monde, sa technique parfaite lui assure une place parmi les biathlètes les plus rapides du circuit. De toute sa carrière, elle n'est jamais sortie du Top 10 des biathlètes les plus rapides en ski.

### Technique de tir
Darya Domracheva possède également un style de tir unique. En effet, la plupart des biathlètes tirent sur leurs cibles de gauche à droite ou de droite à gauche, et gardent le même ordre de tir qu'elles soient couchées ou debout. Darya utilise un ordre différent pour chaque type de tir. Pour son tir couché, elle tire sur les cibles de manière classique, de gauche à droite en commençant par la cible située à l'extrême gauche. Mais pour son tir debout, elle change complètement son ordre de tir. Elle commence en effet par tirer sur la cible centrale, puis elle enchaîne avec les deux cibles de gauche, avant de revenir tirer sur les deux cibles de droite. Très peu de biathlètes tirent sur les cibles dans cet ordre. Ekaterina Glazyrina, par exemple, en fait partie, sauf qu'elle emploie cet ordre de tir aussi bien pour le tir couché, que pour le tir debout.
|                                           |  |                                           |
| Ordre d'un tir couché de Darya Domracheva |  | Ordre d'un tir debout de Darya Domracheva |

## Statistiques de ses performances sportives

### Performances en ski
Pour calculer les pourcentages,, ci-dessous, l'IBU calcule les temps moyens de ski sur chaque épreuve de Coupe du monde (le temps passé sur le pas de tir ou sur l'anneau de pénalité ne compte pas). L'IBU compare alors ces temps moyens aux temps de ski de Darya Domracheva. Ainsi, sur la saison 2011-2012, Darya Domracheva possède un temps de ski relatif de -7.2 %, ce qui signifie qu'en moyenne, elle a skié 7.2 % plus vite que la moyenne des biathlètes. Cette saison, elle est d'ailleurs la biathlète la plus rapide du circuit.
Le temps de ski sur 10 km traduit le retard moyen par rapport au meilleur temps du circuit sur 10 km. Il est exprimé en secondes. Par exemple, sur la saison 2014-2015, Darya Domracheva signe, en moyenne, un temps 7.3 secondes plus lent que Kaisa Mäkäräinen, qui est alors la plus rapide. Lorsque cette valeur est égale à 0, cela signifie que Darya Domracheva est la plus rapide du circuit sur la saison.
| Saison    | Temps de ski relatif | Temps sur 10 km (s) | Classement sur la saison |
| --------- | -------------------- | ------------------- | ------------------------ |
| 2006-2007 | - 4 %                | 27                  | 6e                       |
| 2007-2008 | - 3.8 %              | 37.7                | 8e                       |
| 2008-2009 | - 4.3 %              | 13                  | 3e                       |
| 2009-2010 | - 4.5 %              | 13.7                | 4e                       |
| 2010-2011 | - 5.1 %              | 19.5                | 4e                       |
| 2011-2012 | - 7.2 %              | 0                   | 1re                      |
| 2012-2013 | - 6.2 %              | 3.5                 | 2e                       |
| 2013-2014 | - 5.9 %              | 0                   | 1re                      |
| 2014-2015 | - 6 %                | 7.3                 | 2e                       |
| 2016-2017 | - 4 %                | 22.9                | 9e                       |
| 2017-2018 | - 5 %                | 9                   | 4e                       |

### Performances au tir
Darya Domracheva n'est pas une tireuse très rapide. Ainsi, lors de la saison 2014-2015, elle a besoin d'environ 33 secondes pour tirer ses cinq balles lors d'une séance de tir, se plaçant ainsi à la 82e place du classement des temps de tir.
Elle enregistre le meilleur pourcentage au tir de sa carrière lors de la saison 2017-2018, affichant notamment 93 % au tir couché,.
| Saison    | Nombre de cibles touchées | Pourcentage au tir couché | Pourcentage au tir debout | Pourcentage total |
| --------- | ------------------------- | ------------------------- | ------------------------- | ----------------- |
| 2006-2007 | 218/281                   | 80 %                      | 75 %                      | 77 %              |
| 2007-2008 | 247/323                   | 77 %                      | 73 %                      | 75 %              |
| 2008-2009 | 364/429                   | 84 %                      | 79 %                      | 82 %              |
| 2009-2010 | 341/399                   | 91 %                      | 80 %                      | 86 %              |
| 2010-2011 | 375/471                   | 86 %                      | 73 %                      | 79 %              |
| 2011-2012 | 391/466                   | 83 %                      | 83 %                      | 83 %              |
| 2012-2013 | 387/486                   | 81 %                      | 75 %                      | 78 %              |
| 2013-2014 | 356/427                   | 91 %                      | 75 %                      | 83 %              |
| 2014-2015 | 405/472                   | 86 %                      | 82 %                      | 84 %              |
| 2016-2017 | 240/287                   | 88 %                      | 78 %                      | 83 %              |
| 2017-2018 | 368/421                   | 93 %                      | 81 %                      | 87 %              |
| Carrière  | 3692/4462                 | 85 %                      | 77 %                      | 81 %              |

Darya Domracheva était également connue pour sa propension à réaliser de temps à autre de grosses "étourderies" sur le pas de tir. Ainsi, lors de la mass start d'Oberhof en 2009, alors qu'elle se présente pour le deuxième tir en tête de la course, elle se trompe de position et tire ses balles debout au lieu d'être couchée. Les cibles étant paramétrées pour un tir couché, avec un diamètre beaucoup plus petit que pour un tir debout (4,5 cm contre 11,5 cm), elle rate ses cinq tirs. Encourant une disqualification, elle abandonnera la course juste après. Elle faillit rééditer exactement la même erreur lors de la poursuite de Khanty-Mansiïsk en mars 2015, mais elle se rattrapa cette fois à temps. Toujours à Oberhof, lors de la mass start de janvier 2010, alors qu'elle est de nouveau en tête de la course et s'installe face à la cible no 1 pour son troisième tir, elle se trompe au moment de viser et tire ses premières balles sur la cible no 2, normalement dévolue à sa poursuivante Tora Berger. Son erreur lui coûtera 4 tours de pénalité et elle finira la course à la 9e place.

## Palmarès

### Jeux olympiques d'hiver
| Édition / Épreuve                | Individuel                          | Sprint | Poursuite                      | Mass start                         | Relais                         | Relais mixte                     |
| Jeux olympiques 2010 Vancouver   | Médaille de bronze, Jeux olympiques | 8e     | 15e                            | 6e                                 | 7e                             | Épreuve inexistante à cette date |
| Jeux olympiques 2014 Sotchi      | Médaille d'or, Jeux olympiques      | 9e     | Médaille d'or, Jeux olympiques | Médaille d'or, Jeux olympiques     | 5e                             | —                                |
| Jeux olympiques 2018 PyeongChang | 27e                                 | 9e     | 37e                            | Médaille d'argent, Jeux olympiques | Médaille d'or, Jeux olympiques | 5e                               |

Légende :
- : première place, médaille d'or
- : deuxième place, médaille d'argent
- : troisième place, médaille de bronze
- : pas d'épreuve
- — : Non disputée

### Championnats du monde
| Mondiaux \ Épreuve      | Individuel                   | Sprint                       | Poursuite                    | Mass start                   | Relais                       | Relais mixte             |
| 2007 Antholz-Anterselva | —                            | 13e                          | 22e                          | Abandon                      | 5e                           | —                        |
| 2008 Östersund          | —                            | 46e                          | 25e                          | —                            | 5e                           | Médaille d'argent, monde |
| 2009 PyeongChang        | 11e                          | 53e                          | 5e                           | 6e                           | 4e                           | 9e                       |
| 2010 Khanty-Mansiïsk    | Jeux olympiques de Vancouver | Jeux olympiques de Vancouver | Jeux olympiques de Vancouver | Jeux olympiques de Vancouver | Jeux olympiques de Vancouver | 9e                       |
| 2011 Khanty-Mansiïsk    | 19e                          | 26e                          | 35e                          | Médaille d'argent, monde     | Médaille de bronze, monde    | 10e                      |
| 2012 Ruhpolding         | 25e                          | Médaille d'argent, monde     | Médaille d'or, monde         | 5e                           | 4e                           | 6e                       |
| 2013 Nové Město         | 33e                          | 43e                          | 25e                          | Médaille d'or, monde         | 7e                           | 10e                      |
| 2015 Kontiolahti        | 16e                          | 25e                          | 7e                           | 4e                           | 7e                           | 4e                       |
| 2017 Hochfilzen         | 13e                          | 27e                          | Médaille d'argent, monde     | 19e                          | 9e                           | —                        |

Légende :
- : première place, médaille d'or
- : deuxième place, médaille d'argent
- : troisième place, médaille de bronze
- — : Non disputée

### Coupe du monde

#### Palmarès
- 1 gros globe de cristal en 2015.
- 6 petits globes de cristal :
  - Vainqueur du classement du sprint en 2015.
  - Vainqueur du classement de la poursuite en 2012 et 2015[N 1].
  - Vainqueur du classement de la mass start en 2011, 2012  et 2014.
- 89 podiums[58] :
  - 81 podiums individuels : 34 victoires, 23 deuxièmes places et 24 troisièmes places.
  - 7 podiums en relais : 1 victoire, 3 deuxièmes places et 3 troisièmes places.
  - 1 podium en relais mixte : 1 deuxième place.

#### Classements en Coupe du monde
| Saison    | Individuel | Individuel | Individuel | Sprint  | Sprint | Sprint   | Poursuite | Poursuite | Poursuite | Mass start | Mass start | Mass start | Général | Général | Général  |
| Saison    | Courses    | Points     | Position   | Courses | Points | Position | Courses   | Points    | Position  | Courses    | Points     | Position   | Courses | Points  | Position |
| --------- | ---------- | ---------- | ---------- | ------- | ------ | -------- | --------- | --------- | --------- | ---------- | ---------- | ---------- | ------- | ------- | -------- |
| 2006-2007 | 0/4        |            |            | 9/10    | 164    | 15e      | 6/7       | 125       | 15e       | 1/6        | 8          | 42e        | 16/27   | 297     | 22e      |
| 2007-2008 | 0/3        |            |            | 10/10   | 123    | 18e      | 7/8       | 76        | 22e       | 2/5        | 26         | 34e        | 19/26   | 225     | 26e      |
| 2008-2009 | 3/4        | 87         | 14e        | 10/10   | 329    | 5e       | 7/7       | 214       | 8e        | 5/5        | 146        | 7e         | 25/26   | 776     | 7e       |
| 2009-2010 | 3/4        | 121        | 4e         | 9/10    | 283    | 6e       | 5/6       | 199       | 4e        | 5/5        | 140        | 8e         | 22/25   | 770     | 6e       |
| 2010-2011 | 3/4        | 51         | 29e        | 10/10   | 323    | 7e       | 7/7       | 252       | 5e        | 5/5        | 236        | 1re        | 25/26   | 862     | 6e       |
| 2011-2012 | 3/3        | 116        | 3e         | 10/10   | 471    | 2e       | 8/8       | 392       | 1re       | 5/5        | 250        | 1re        | 26/26   | 1188    | 2e       |
| 2012-2013 | 3/3        | 122        | 3e         | 9/10    | 351    | 2e       | 7/8       | 251       | 6e        | 5/5        | 200        | 2e         | 24/26   | 924     | 2e       |
| 2013-2014 | 2/2        | 94         | 2e         | 8/9     | 254    | 3e       | 7/8       | 296       | 3e        | 3/3        | 151        | 1re        | 20/22   | 795     | 3e       |
| 2014-2015 | 3/3        | 139        | 2e         | 10/10   | 417    | 1re      | 7/7       | 348       | 1re       | 5/5        | 206        | 3e         | 25/25   | 1094    | 1re      |
|           |            |            |            |         |        |          |           |           |           |            |            |            |         |         |          |
| 2016-2017 | 2/3        | 42         | 26e        | 6/9     | 135    | 21e      | 5/9       | 161       | 19e       | 2/5        | 56         | 29e        | 15/26   | 394     | 24e      |
| 2017-2018 | 2/2        | 65         | 5e         | 7/8     | 313    | 2e       | 5/7       | 237       | 5e        | 4/5        | 189        | 4e         | 18/22   | 804     | 3e       |

- Courses : nombre d'épreuves disputées/nombre total d'épreuves ; Points : nombre de points en Coupe du monde ; Position : classement en Coupe du monde[59].
- Les épreuves des Jeux olympiques et des championnats du monde sont comptabilisées par l'Union internationale de biathlon (International Biathlon Union ou IBU) comme des épreuves de Coupe du monde. En revanche, à partir de 2014, les épreuves des Jeux olympiques n'accordent plus de points pour la Coupe du monde.

#### Détail des victoires individuelles[60]
| Saison / Épreuve  | Individuel   | Sprint                          | Poursuite                                              | Mass start                         | Total par saison |
| 2009-2010         |              | Kontiolahti                     | Kontiolahti                                            |                                    | 2                |
| 2010-2011         |              |                                 |                                                        | Holmenkollen                       | 1                |
| 2011-2012         | Östersund    |                                 | Hochfilzen Ruhpolding (Ch du monde) Khanty-Mansiïsk    | Antholz-Anterselva Khanty-Mansiïsk | 6                |
| 2012-2013         | Sotchi       | Hochfilzen                      |                                                        | Nové Město (Ch du monde)           | 3                |
| 2013-2014         | Sotchi (J.O) | Oberhof Holmenkollen            | Oberhof Sotchi (J.O)                                   | Sotchi (J.O) Pokljuka              | 7                |
| 2014-2015         | Östersund    | Antholz-Anterselva Holmenkollen | Pokljuka Antholz-Anterselva Nové Město Khanty-Mansiïsk | Oberhof Ruhpolding                 | 9                |
| 2017-2018         |              | Hochfilzen Kontiolahti Tioumen  | Holmenkollen                                           | Antholz-Anterselva Tioumen         | 6                |
| Total par épreuve | 4            | 9                               | 11                                                     | 10                                 | 34               |

#### Détail des podiums
| Place / Épreuve   | Individuel | Sprint | Poursuite | Mass start | Relais | Total par place |
| 1re               | 4          | 9      | 11        | 10         | 1      | 35              |
| 2e                | 3          | 11     | 5         | 4          | 4      | 27              |
| 3e                | 2          | 10     | 8         | 4          | 3      | 27              |
| Total par épreuve | 9          | 30     | 24        | 18         | 8      | 89              |

## Distinctions
En 2010, à la suite de sa médaille de bronze sur l'individuel des Jeux olympiques d'hiver de Vancouver, Darya Domracheva se voit attribuer le titre de Maître Émérite du Sport.
Le président biélorusse Alexandre Loukachenko lui décerne en 2014 le titre de héros national à la suite de sa 3e médaille d'or aux Jeux olympiques d'hiver de Sotchi. Elle est la onzième personne, la première femme, et la première athlète à porter ce titre. Cette année-là, son triplé olympique lui permet aussi de devenir la première athlète biélorusse et la huitième biathlète à recevoir la Médaille Holmenkollen, plus haute distinction du ski nordique.
En 2018, à la suite de sa victoire lors du relais féminin des Jeux olympiques d'hiver de PyeongChang, Darya Domracheva est décorée de l'Ordre du Courage Personnel par le président biélorusse Alexandre Loukachenko.

## Film
Darya Domracheva a filmé plus de 500 heures des différents moments de sa préparation pour les Jeux olympiques d'hiver de Vancouver. Après les Jeux, elle décide d'en faire un film de 50 minutes, intitulé « Darya Domracheva. Representing Belarus », dans lequel elle partage sa vie au sein de l'équipe nationale biélorusse. Ce film montre notamment tout l'amour qu'elle porte sur son pays natal et la fierté qu'elle éprouve à courir pour la Biélorussie.